# Nikolai Alexejewitsch Titow

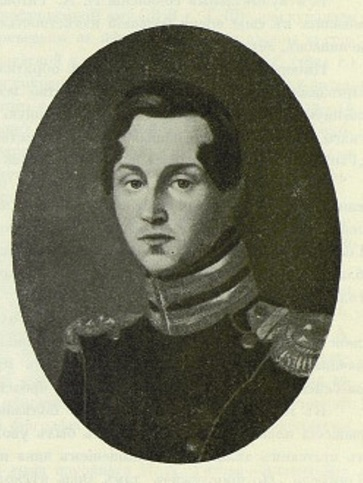
Nikolai Alexejewitsch Titow

Nikolai Alexejewitsch Titow (russisch Николай Алексеевич Титов; * 28. Apriljul. / 10. Mai 1800greg. in Sankt Petersburg; † 10. Dezemberjul. / 22. Dezember 1875greg. ebenda) war ein russischer Komponist.
Der Sohn von Alexei Nikolajewitsch Titow schlug gleich seinem Vater eine militärische Laufbahn ein. Unter dem Einfluss seiner Freunde Michail Glinka  und Alexander Dargomischski wandte er sich in späteren Lebensjahren verstärkt der Komposition zu. Er war der erste russische Komponist, dessen Romanzen auch im Ausland Aufmerksamkeit erregten und galt daher als „Vater des russischen Liedes“. Er komponierte auch Klavierstücke, Tänze und Märsche.

## Quelle
- Alfred Baumgartner: Propyläen Welt der Musik. Die Komponisten. Band 5: Sartorio – Zwyssig. Bearbeitete Ausgabe. Propyläen-Verlag, Berlin u. a. 1989, ISBN 3-549-07835-8, S. 330.

| Personendaten    | Personendaten                        |
| ---------------- | ------------------------------------ |
| NAME             | Titow, Nikolai Alexejewitsch         |
| ALTERNATIVNAMEN  | Титов, Николай Алексеевич (russisch) |
| KURZBESCHREIBUNG | russischer Komponist                 |
| GEBURTSDATUM     | 10. Mai 1800                         |
| GEBURTSORT       | Sankt Petersburg                     |
| STERBEDATUM      | 22. Dezember 1875                    |
| STERBEORT        | Sankt Petersburg                     |